# داکور (کالیفرنیا)
داکور (به انگلیسی: Ducor) یک منطقهٔ مسکونی در ایالات متحده آمریکا است که در شهرستان تولار، کالیفرنیا واقع شده‌است. داکور ۱٫۵۸۱ کیلومتر مربع مساحت و ۶۱۲ نفر جمعیت دارد و ۱۶۷ متر بالاتر از سطح دریا واقع شده‌است.